# Dennis Lehane
Dennis Lehane (Boston, Massachusetts, 1965. augusztus 4. –) amerikai író.

## Élete
Bostonban nevelkedett, ma is ott él, regényeinek többsége is Dorchestrer környékén játszódik. Szülei Írországból emigráltak. Apja egy kiskereskedelmi áruházlánc művezetője, édesanyja egy bostoni állami iskola menzáján dolgozott. Öt testvér közül ő a legfiatalabb. Elvált, első felesége, Sheila Bostonban élő idős emberek jogi képviselője; menyasszonya Dr. Angela Bernardo látszerész.
Egy bostoni jezsuita bentlakásos iskolában érettségizett; két diplomát szerzett Floridában: az elsőt az Eckerd College-ban, a másodikat pedig a Florida International Universityn. Mielőtt főállású író lett, értelmi fogyatékos és érzelmileg sérült gyerekekkel foglalkozott, de volt pincér, parkolóőr, sofőr, rakodómunkás és könyvesbolti eladó. 2006 óta kreatív írást tanít az Eckerd College-ban, de tanította a Harvard haladó írói csoportját is.
Első regényét még egyetemi évei alatt írta saját szórakoztatására: az Egy pohárral a háború előtt 1994-ben jelent meg, főszerepben Angie Gennaro és Patrick Kenzie magándetektívekkel, és később sorozattá nőtte ki magát. Eddigi legsikeresebb könyve, a Titokzatos folyó 2001-ben látott napvilágot, ezt 2003-ban a Vihar-sziget követte. Első színdarabját, a Coronadót (amelynek alapjául Gwen előtt című novellája szolgált) 2005 decemberében mutatták be New Yorkban, első novelláskötete (benne a színdarabbal) azonos címmel jelent meg 2006-ban. Nemrég fejezte be The Given Day munkacímet viselő epikus történelmi regényét, amely az 1918-1919-es évek Amerikájában játszódik, a bostoni rendőrsztrájk idején.
Regényei közül a Titokzatos folyóból Clint Eastwood készített Oscar-díjas filmet, a Kenzie-Gennaro-sorozat 4. kötetét, a Hideg nyomont Ben Affleck filmesítette meg, míg a Vihar-szigetet Martin Scorsese vitte vászonra. Lehane a Drót című tévésorozat két epizódjának forgatókönyvét jegyzi.
Saját bevallása szerint megátalkodott filmőrült; zenében mindenevő, írás közben is sokszor hallgat az adott könyv hangulatához illő zenét. Hobbija a kutyasétáltatás és a tenisz, de a legjobban akkor örül, ha az írással foglalkozhat: most, hogy ez az élete, teljesen elégedett hobbik nélkül.
Lehane nemrég megírta Gennaro és Kenzie nyomozásainak hatodik részét, a Moonlight Mile című könyv 2010 őszén jelent meg Amerikában.

## Regényei

### Kenzie-Gennaro-sorozat
- A Drink Before the War (1994)
  - Egy pohárral a háború előtt (ford. Török Krisztina, 2007, Agave Könyvek, Budapest ISBN 9 789637 118753)
- Darkness, Take My Hand (1996)
  - Sötétség, fogd meg a kezem (ford. Huszár András, 2008, Agave Könyvek, Budapest ISBN 9 78963 9868151)
- Sacred (1997)
  - Megszentelt életek (ford. Huszár András, 2010, Agave Könyvek, Budapest ISBN 978-963-9868-54-0)
- Gone, Baby, Gone (1998)
- Hideg nyomon (ford. Huszár András, 2011; Agave Könyvek, Budapest, ISBN 9786155049408)
- Prayers For Rain (1999)
- Moonlight Mile (2010)

### Joe Coughlin-sorozat
- Live by Night (2002)
  - Az éjszaka törvénye; (ford. Orosz Anna; Agave Könyvek, Budapest ISBN 9789634192206)

### Egyéb könyvei
- Mystic River (2001)
  - A Mystic river rejtélye; ford. Máté J. György; 2002, Etoile, (ISBN 9637710256)
  - Titokzatos folyó (2001; magyar kiadás:  ford. Pék Zoltán, 2004, Agave Könyvek, Budapest ISBN 963 864 8317)
- Shutter Island (2003)
  - Viharsziget (ford. Totth Benedek, 2004, Agave Könyvek, Budapest ISBN 978-963-9868-67-0)
- Coronado: Stories (2006)
- The Given Day (2008)
- Since We Fell (2017)
  - Egymásba veszve; ( ford. Orosz Anna;  2017, Agave Könyvek, Budapest ISBN 9789634193654)
- Apró irgalmak; ford. Rusznyák Csaba; Agave Könyvek, Budapest, 2024